# Rose Creek (Minnesota)
Rose Creek – miasto w Stanach Zjednoczonych, w stanie Minnesota, w hrabstwie Mower.